# Chuba Ohams
Chuba Ohams (n. El Bronx, Nueva York, 22 de diciembre de 1997) es un baloncestista estadounidense que pertenece a la plantilla del BG Goettingen de la Basketball Bundesliga. Con 2,06 metros de estatura, juega en la posición de pívot. 

## Trayectoria deportiva

### Universidad
Es un jugador formado en la Coastal Academy de Belmar (Nueva Jersey), antes de ingresar en 2016 en la  Universidad de Fordham, situada en Nueva York, donde disputaría durante 6 temporadas la NCAA con los Fordham Rams, desde 2016 a 2022.

### Profesional
Tras no ser elegido en el Draft de la NBA de 2022, Ohams se unió al Denain Voltaire Basket de la LNB Pro B francesa. 
En la temporada 2023-24, firma por el Helsinki Seagulls de la Korisliiga finlandesa, en la que promedia 15,5 puntos, 10,6 rebotes, 1,8 asistencias y 21,1 de valoración por partido.
El 14 de agosto de 2024, firma por el Bàsquet Manresa de la Liga Endesa.
El 21 de febrero de 2025 fichó por el BG Goettingen de la Basketball Bundesliga.